# Raila Odinga
Raila Amolo Odinga (nacido el 7 de enero de 1945) es un político de Kenia, de la etnia luo. Líder de la coalición opositora Súper Alianza Nacional, NASA en sus siglas en inglés. En 2017 perdió las elecciones frente al actual presidente Uhuru Kenyatta con un 44,7 % de los votos frente al 54,3 % obtenidos por Kenyatta según resultados oficiales que Odinga contesta. De 2008 tras la crisis de 2007 a 2013, fue el primer ministro keniano formando parte de un gobierno de coalición hasta el 9 de abril de 2013 cuando el puesto fue abolido.   

## Trayectoria
Raila Odinga es hijo de Jaramogi Oginga y de Mary Ajuma Odinga. Nació en el hospital de la Iglesia Misionera de la Iglesia Anglicana, en Maseno, condado de Kisumu (provincia de Nyanza). Su padre sirvió como el primer vicepresidente de Kenia con el presidente Jomo Kenyatta. Odinga 
Ha sido miembro del Parlamento desde 1992, Ministro de Energía en el periodo 2001-2002 y Ministro de Carreteras, Obras Públicas y Vivienda de 2003 a 2005. Fue el principal candidato de la oposición en las disputadas elecciones presidenciales de 2007. 
Raila fue candidato a presidente en las elecciones de 1997, quedando tercero tras el presidente Daniel arap Moi y Mwai Kibaki, presidente de Kenia entre 2002 y 2013. Odinga hizo campaña para ser presidente en las elecciones de diciembre de 2007 con el partido Movimiento Demócrata Naranja (O.D.M.).
El 1 de septiembre de 2007, Raila Odinga fue elegido candidato presidencial por el ODM. En las elecciones generales obtuvo un apoyo considerable, obteniendo la mayoría de los votos en seis de las ocho provincias del país. Su partido también obtuvo una mayoría de victorias en todo el país, con la notable excepción de la provincia Central, que es la plaza fuerte del actual presidente, y la provincia del Este, donde Kalonzo Musyoka, otro candidato a presidente, tenía muchos seguidores.
El 30 de diciembre de 2007, la comisión de las elecciones kenianas declaró a su oponente, Mwai Kibaki, ganador de las elecciones por un margen de alrededor de 230.000 votos. Raila impugnó los resultados, alegando fraude por la comisión y exigiendo un recuento. Los seguidores de Raila protagonizaron manifestaciones y altercados que acabaron en graves incidentes en todo el país.
El 28 de febrero de 2008 con la mediación del exsecretario general de la ONU Kofi Annan se alcanzó un pacto por el que se creó el primer gobierno de coalición de la historia de Kenia. El 17 de abril de 2008 Odinga fue nombrado primer ministro en un acto encabezado por el presidente Mwai Kibaki.
En 2017 se presentó a las elecciones y según el recuento oficial las perdió con un 44,7 % frente al actual presidente Uhuru Kenyatta que logró el 54,3 %. Al igual que hizo en 2007, Odinga ha denunciado fraude.